# أندرو بالدوين (لاعب كرة قاعدة)
أندرو بالدوين (بالإنجليزية: Andrew Baldwin)‏ هو لاعب كرة قاعدة أمريكي، ولد في 20 أكتوبر 1982 في دولوث في الولايات المتحدة.